# Climat de la Corse-du-Sud
Le climat de la Corse-du-Sud est un des climats du sud de la France.

## Description
Le climat d'une grande partie de la Corse-du-Sud est de type méditerranéen : chaud et sec en été, doux et pluvieux en hiver. Cependant, l’île connaît aussi des nuances du climat alpin, en particulier en hiver. Il n'est pas rare de voir les sommets des montagnes enneigés jusqu'à mai-juin.
Climat classé Csb dans la classification de Köppen et Geiger.

## Climat à Ajaccio
| Mois                     | jan. | fév. | mars | avril | mai  | juin | jui. | août | sep. | oct. | nov. | déc. | année |
| ------------------------ | ---- | ---- | ---- | ----- | ---- | ---- | ---- | ---- | ---- | ---- | ---- | ---- | ----- |
| Température moyenne (°C) | 8,6  | 9    | 10,1 | 12,4  | 15,7 | 19,1 | 21,9 | 22,1 | 19,9 | 16,7 | 12,6 | 9,6  | 14,8  |
| Précipitations (mm)      | 73,8 | 69,7 | 58,1 | 52    | 40,2 | 19   | 11   | 19,9 | 43,6 | 87   | 95,9 | 75,5 | 645,6 |

Une station existe depuis le 1er mars 1944 à l'aéroport à 41,91806, 8,79278, à 5 m d'altitude.
La ville possède un climat méditerranéen, classé Csa dans la classification de Köppen et Geiger. L'ensoleillement moyen annuel est de 2 726 heures.
On note d'importantes variations climatiques locales, en particulier concernant l'exposition aux vents et les précipitations totales, selon que l'on se situe dans le centre urbain, près de l'aéroport ou des îles Sanguinaires. Les précipitations moyennes annuelles sont de 645,6 mm à la station de Campo dell'Oro et de 523,9 mm à celle de la Parata, la troisième plus sèche de France métropolitaine. La chaleur et la sécheresse de l'été sont quelque peu tempérées par la proximité de la mer Méditerranée, sauf lorsque souffle le sirocco. En automne et au printemps, de violents épisodes pluvio-orageux peuvent se produire. Les hivers sont doux et la neige assez rare. Ajaccio est la ville de France qui détient, sur la période de référence 1971-2000, le record du nombre d'orages, avec une moyenne de 39 jours d'orage par an.
Le 14 septembre 2009, la ville fut frappée par une tornade d'intensité F1 sur l'échelle de Fujita. Il n'y eut que peu de dégâts (notamment des panneaux publicitaires arrachés, des tuiles envolées, des voitures retournées et des vitres cassées) et aucune victime.
| Mois                                        | jan.      | fév.      | mars      | avril     | mai        | juin      | jui.      | août      | sep.      | oct.      | nov.      | déc.      | année      |
| ------------------------------------------- | --------- | --------- | --------- | --------- | ---------- | --------- | --------- | --------- | --------- | --------- | --------- | --------- | ---------- |
| Température minimale moyenne (°C)           | 4,1       | 4,2       | 5,4       | 7,3       | 11         | 14,1      | 16,7      | 17,2      | 14,8      | 11,7      | 7,7       | 5,2       | 10         |
| Température moyenne (°C)                    | 8,9       | 9,1       | 10,3      | 12,3      | 16,1       | 19,4      | 22,2      | 22,8      | 20,2      | 16,8      | 12,6      | 9,9       | 15,1       |
| Température maximale moyenne (°C)           | 13,6      | 13,9      | 15,2      | 17,3      | 21,1       | 24,7      | 27,7      | 28,3      | 25,6      | 21,8      | 17,4      | 14,7      | 20,1       |
| Record de froid (°C) date du record         | −7 1981   | −8,1 1986 | −5,6 1971 | −1,7 1956 | 3 1960     | 6,8 1980  | 9,2 1954  | 9,1 1956  | 7,6 1977  | 1,6 1974  | −3,2 1998 | −4,9 1980 |            |
| Record de chaleur (°C) date du record       | 22,4 1997 | 25,3 1979 | 29,6 2001 | 32,2 2012 | 34,6 2008  | 40,1 2019 | 40,3 1983 | 39,5 1988 | 40 1975   | 35 1988   | 29,4 1967 | 22,7 1989 |            |
| Nombre de jours avec gel                    | 4         | 3         | 1         | 0         | 0          | 0         | 0         | 0         | 0         | 0         | 0         | 3         | 11         |
| Ensoleillement (h)                          | 144       | 159       | 218       | 211       | 290        | 318       | 360       | 333       | 251       | 188       | 132       | 120       | 2 726      |
| Précipitations (mm)                         | 61,8      | 56,4      | 57,2      | 63,8      | 38,8       | 23,2      | 9,7       | 20,2      | 53,7      | 92        | 94,9      | 67,6      | 639,3      |
| Record de pluie en 24 h (mm) date du record | 65,5 1951 | 48,9 1966 | 49,2 2001 | 55,7 1974 | 147,6 2008 | 60,9 1953 | 64 1964   | 51,7 1959 | 78,7 1974 | 81,9 1977 | 70,2 1990 | 52 1990   | 147,6 2008 |

## Les vents corses

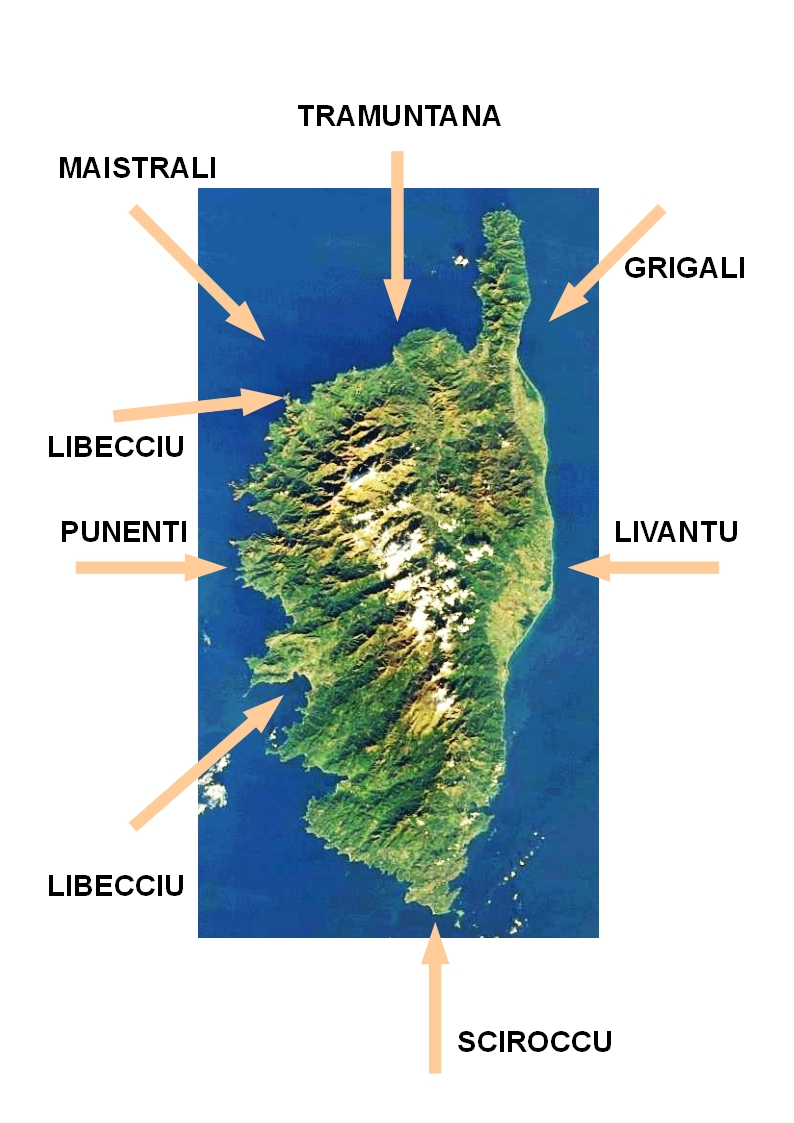
les vents en Corse